# 有馬氏保
有馬 氏保（ありま うじやす）は、江戸時代後期の大名。上総五井藩第2代藩主。氏倫系有馬家6代。

## 生涯
宝暦12年（1762年）、越後長岡藩主・牧野忠寛の次男として生まれる。牧野家時代は牧野忠義を名乗った。兄・忠精同様に高野常道（余慶）が侍読となり、その教育を受ける。
天明3年（1783年）9月、上総五井藩主・有馬氏恕が23歳で没した際、末期養子として跡を継ぎ、諱を氏保に改めた。同年12月18日、従五位下・備後守に叙される。天明5年（1785年）2月15日には、初めて領国に入るための暇を得ている。天明7年（1787年）6月19日に能登守に改めた。
寛政2年（1790年）7月29日、29歳で死去した。八田藩主・加納久周の次男の久保を養子として、家督を継がせた。

## 系譜
父母
- 牧野忠寛（実父）
- 俊光院 - 大岡忠光の娘（実母）
- 有馬氏恕（養父）

正室
- 蔦 - 有馬頼貴の娘

子女
- 有馬久保正室、牧野貞長の養女後に森川俊孝の養女

養子
- 有馬久保 - 加納久周の次男